# Лазарчик, Семён Михайлович
Семён Михайлович Лазарчик (бел. Сямён Міхайлавіч Лазарчык; род. 3 сентября 2000, Минск) — белорусский футболист, защитник клуба «Слоним-2017».

## Клубная карьера

### «Ислочь»
Воспитанник футбольной академии «Ислочи». Первым тренером был Борис Михайлович Лазарчик. В 2016 году футболист стал выступать за дублирующий состав клуба. В начале 2020 года футболист стал тренироваться с основной командой клуба. В апреле 2020 года подписал свой первый профессиональный контракт. На протяжении всего сезона продолжал выступать за дублирующий состав. Дебютировал за клуб 1 августа 2020 года в матче против мозырской «Славии», выйдя на замену на последних минутах. В своём дебютном сезоне футболист провёл за клуб 3 матча во всех турнирах, результативными действиями не отличившись.

### БАТЭ
В январе 2021 года футболист на правах свободного агента присоединился к борисовскому БАТЭ. Новый сезон футболист начал 2 марта 2023 года с поражения за Суперкубок Белоруссии, где уступили солигорскому «Шахтёру» в серии пенальти, однако сам футболист остался на скамейке запасных. В заявку на матчи основной команды футболист попадал редко. В начале июля 2021 года футболист расторг контракт с клубом по соглашению сторон, так и не дебютировав за него.

### «МАС Таборско»
В сентябре 2021 года присоединился к клубу «МАС Таборско» из чешской Второй лиги. Дебютировал за клуб 17 октября 2021 года в матче против клуба «Лишень», выйдя на замену на 86 минуте. Провёл за основную команду всего лишь 2 матча, в которых появился на поле под конец основного времени и в начале 2022 года покинул чешский клуб.

### «Дубница»
В январе 2022 года футболист находился в распоряжении «Ислочи». В марте 2022 года футболист перешёл в словацкий клуб «Дубница». Дебютировал за клуб 12 марта 2022 года в матче против клуба «Жилина B», выйдя на поле в стартовом составе и проведя на поле все 90 минут. Футболист сразу же закрепился в основной команде клуба, став одним из основных игроков клуба. В следующем сезоне футболист выбыл из распоряжения словацкого клуба, лишь единожды выйдя на поле со скамейки запасных на последних минутах.

### «Слоним-2017»
В августе 2023 года футболист присоединился к «Слониму-2017». Дебютировал за клуб 2 сентября 2023 года в матче против «Осиповичей», выйдя на поле в стартовом составе. Футболист быстро закрепился в основной команде слонимского клуба, на протяжении всего сезона выступая в роли ключевого защитника, однако результативными действиями не отличился. По итогу сезона футболист вместе с клубом занял итоговое пятнадцатое место в чемпионате.

## Статистика выступлений

### Клубная статистика
| Выступление      | Выступление      | Выступление      | Лига | Лига | Кубки | Кубки | Конт. кубки | Конт. кубки | Итого | Итого |
| Клуб             | Лига             | Сезон            | Игры | Голы | Игры  | Голы  | Игры        | Голы        | Игры  | Голы  |
| ---------------- | ---------------- | ---------------- | ---- | ---- | ----- | ----- | ----------- | ----------- | ----- | ----- |
| Ислочь           | Высшая лига      | 2020             | 2    | 0    | 0     | 0     | 0           | 0           | 2     | 0     |
| Ислочь           | Итого            | Итого            | 2    | 0    | 0     | 0     | 0           | 0           | 2     | 0     |
| БАТЭ             | Высшая лига      | 2021             | 0    | 0    | 0     | 0     | 0           | 0           | 0     | 0     |
| БАТЭ             | Итого            | Итого            | 0    | 0    | 0     | 0     | 0           | 0           | 0     | 0     |
| МАС Таборско     | Вторая лига      | 2021/22          | 2    | 0    | 0     | 0     | 0           | 0           | 2     | 0     |
| МАС Таборско     | Итого            | Итого            | 2    | 0    | 0     | 0     | 0           | 0           | 2     | 0     |
| Дубница          | Вторая лига      | 2021/22          | 1    | 0    | 0     | 0     | 0           | 0           | 1     | 0     |
| Дубница          | Итого            | Итого            | 1    | 0    | 0     | 0     | 0           | 0           | 1     | 0     |
| Всего за карьеру | Всего за карьеру | Всего за карьеру | 5    | 0    | 0     | 0     | 0           | 0           | 5     | 0     |